# 惕隐
惕隐是中国辽朝官名，源于契丹族处理契丹贵族政教事务官的名称。来自于突厥语的“特勤”（tegin，或作“狄银”），特勤是突厥可汗的弟弟或儿子称谓，在契丹变成了典族属官的意思。一般由皇族，而且是皇族中最亲近的人物担任此官。耶律屋质在担任契丹于越前担任处‘惕隐’，并调停辽世宗与耶律李胡的皇位之争。

## 文献资料
- 《突厥语大词典》：“Tegin，这个词的原意是‘奴隶’……后来，这个词为可汗家族的子弟们所专用。”
- 《续资治通鉴长编》卷97引宋绶《上契丹风俗》：“惕隐，若司宗之类。”
- 余靖《武溪集·契丹官仪》称：“惕隐司，掌宗室。”
- 《辽史·国语解》：“惕隐，典族属官，即宗正职也。”[2]